# Аксиология
Аксиоло́гия (от др.-греч. ἀξία «ценность» + λόγος «слово, учение») — теория ценностей, раздел философии. Изучает вопросы, связанные с природой ценностей, их местом в реальности и структурой ценностного мира, то есть о связи различных ценностей между собой, с социальными и культурными факторами и структурой личности.
Впервые вопрос о ценностях был поставлен Сократом, сделавшим его центральным пунктом своей философии и сформулировавшим его в виде вопроса о том, что есть благо. Благо есть реализованная ценность — полезность. То есть, ценность и польза — две стороны одной и той же медали.
В античной и средневековой философии вопрос о ценностях был непосредственно включён в структуру вопроса о бытии: полнота бытия понималась как абсолютная ценность для человека, выражавшая одновременно этические и эстетические идеалы. В концепции Платона Единое или Благо было тождественно Бытию, Добру и Красоте. Такой же онтологической и холистической трактовки относительно природы ценностей придерживается и вся платоническая ветвь философии, вплоть до Гегеля и Кроче.
Соответственно, аксиология как особый раздел философского знания возникает тогда, когда понятие бытия расщепляется на два элемента: реальность и ценность как возможность практической реализации. Задача аксиологии в таком случае — показать возможности практического разума в общей структуре бытия.

## Аксиологические теории

### Натуралистический психологизм
Представлен такими именами, как Мейнонг, Перри, Дьюи, Льюис, Тугаринов. Данная теория сводится к тому, что источник ценностей заключается в биопсихологически интерпретированных потребностях человека, а сами ценности могут быть эмпирически фиксированы в качестве некоторых фактов.

### Трансцендентализм
Разрабатывался в Баденской школе неокантианства (Виндельбанд, Риккерт) и связан с представлением о ценности как об идеальном бытии, соотносящимся не с эмпирическим, но с «чистым», или трансцендентальным, сознанием. Будучи идеальными, ценности не зависят от человеческих потребностей и желаний. Тем не менее ценности должны каким-то образом коррелировать с реальностью. Поэтому мы должны либо идеализировать эмпирическое сознание, приписав ему нормативность, либо развить идею «логоса», некоторой сверхчеловеческой сущности, на которую опираются ценности.

### Персоналистический онтологизм
Персоналистический онтологизм развивает последнюю из двух вышеназванных возможностей, связанную с идеей «логоса» (Шелер). Реальность ценности обусловлена, согласно Шелеру, «вневременной аксиологической серией в Боге», несовершенным отражением которой служит структура человеческой личности. Тип личности определяется свойственной ей иерархией ценностей, которая образует и онтологическую основу личности. Николай Гартман в этом контексте поставил вопрос о необходимости автономизации ценностей и освобождении аксиологии от религиозных предпосылок.

### Культурно-исторический релятивизм
Эта теория связана с именем Дильтея, утверждавшего идею аксиологического плюрализма, то есть множественность равноправных ценностных систем, зависящих от культурно-исторического контекста, и познаваемых в рамках познания таких контекстов.

### Социологизм
Вебер развил представление неокантианцев о ценности как норме, способом бытия которой является значимость для субъекта, и применил его к интерпретации социального действия. В дальнейшем в школе структурно-функционального анализа (Толкотт Парсонс) понятие ценности приобретает обобщённый методологический смысл как средство выявления и описания социальных отношений и институтов: социальная система любого масштаба предлагает наличие некоторых разделяемых всеми её членами ценностей.
Проблема ценностей в особенно острой форме возникает в обществе, в котором обесценивается культурная традиция и идеологические установки которого дискредитируются.